# Trabecola della milza
Il rivestimento fibroelastico della milza investe l'organo, e dall'ilo interiore si riflette sui vasi, sotto forma di guaine. Da queste guaine, oltre che dalla superficie interna delrivestimento fibroelastico, numerose piccole bande fibrose, le trabecole della milza (o trabecole spleniche), emergono da tutte le direzioni, unendo queste, si ottiene la struttura della milza.
La milza è quindi costituita da una serie di piccoli spazi o areole, formati dalle trabecole: in queste areole è contenuta la polpa splenica.